# Adaptation cinématographique

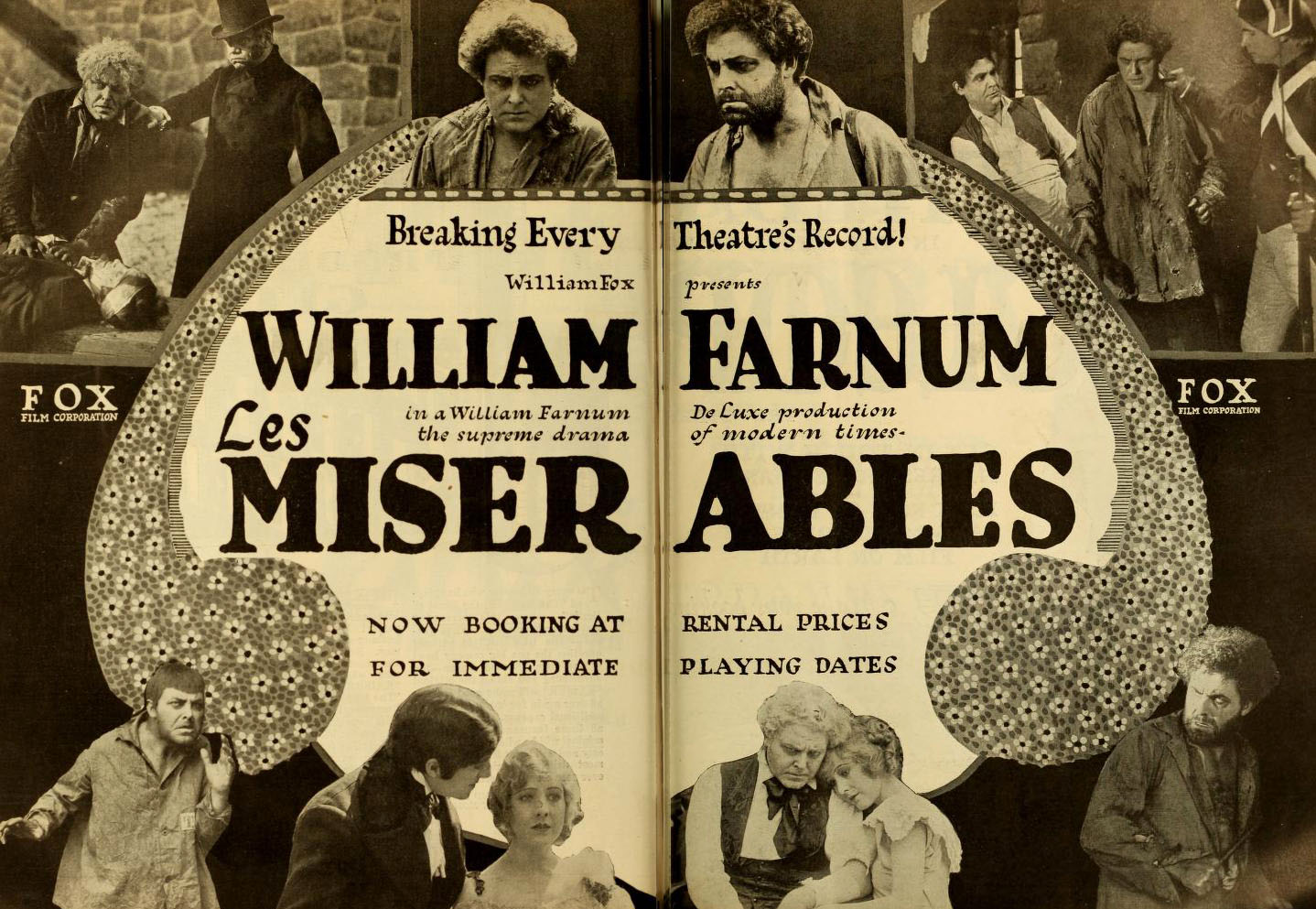
Affiche de la première adaptation cinématographique des Misérables en 1917.

Une adaptation cinématographique est un film tiré d'une œuvre existante telle qu'un livre, un roman, une pièce de théâtre, une bande dessinée, un jeu vidéo (ou une série), une série télévisée ou encore un dessin animé.
Une adaptation peut être fidèle à l'œuvre originale, ou libre, nombres de détails, comme la fin, ou certains événements importants, sont alors modifiés, des personnages ont pu être ajoutés ou retirés.

## Classements honorifiques
Un grand nombre de listes et classements ont été publiés :
- Bill Gibron, de PopMatters[1] :

1. Le Seigneur des anneaux
2. Trainspotting
3. La Liste de Schindler

- Top 50 des adaptations de livres au cinéma, sur SensCritique[2] :

1. Les Liaisons dangereuses
2. La Planète des singes
3. Le Seigneur des anneaux : La Communauté de l'anneau

## Dans la culture
Adaptation est un film sur le thème de l'adaptation cinématographique sorti en 2002.